# Teo Hinrichs
Pour les articles homonymes, voir Hinrichs.
Teo Hinrichs né le 17 septembre 1999, est un joueur allemand de hockey sur gazon. Il évolue au poste de défenseur au Mannheimer HC et avec l'équipe nationale allemande.

## Carrière
Il a débuté en équipe première en 2018 pour participer aux matchs amicaux face à l'Irlande à Dublin.

## Palmarès
- : 1er à l'Euro U21 en 2019
- : 3e à l'Euro U21 en 2017
- : 3e à la Ligue professionnelle 2020-2021